# Stazione di Lavorate

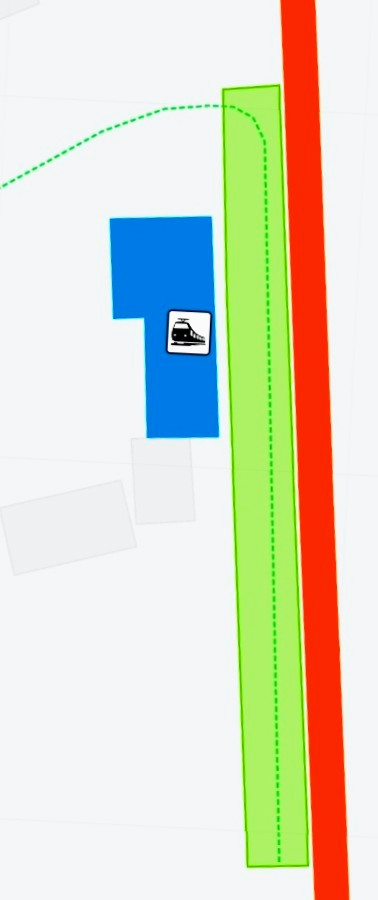
Mappa della stazione di lavorate

La stazione di Lavorate è una fermata ferroviaria senza traffico posta sulla linea Cancello-Avellino, a servizio dell'omonima località nel territorio comunale di Sarno, sulla strada verso l'agro nocerino.

## Storia
La fermata di Lavorate, ubicata all'ingresso della frazione, verso monte, venne attivata il 15 settembre 1937 ed è costituita da un piccolo fabbricato viaggiatori, oggi dismesso e trasformato in abitazione privata. La fermata venne istituita oltre che per servire gli abitanti della frazione, anche per permettere ai lavoratori di giungere nella ex Cava Monteleonea raccordata alla ferrovia; con la chiusura della cava e la rimozione del suo raccordo, la fermata venne soppressa a partire dalla fine del 2001 anche per il servizio viaggiatori, per essere parzialmente riattivata nel 2005 e chiusa in via definitiva nel 2007 o secondo altre fonti nel 2010. La fermata era raggiungibile attraverso una rampa di gradini, poiché la linea ferrata corre sopraelevata rispetto al piano stradale; il fabbricato viaggiatori, essendo oggi un'abitazione privata è inaccessibile ed è del tutto scomparsa ogni traccia del raccordo con la cava. Dal 9 settembre 2012 è stato anche sospeso il servizio ferroviario nella tratta fra Sarno e Codola che ha perso importanza in seguito al nuovo collegamento ferroviario tra Sarno e Salerno che sfrutta l'interconnessione con la linea a monte del Vesuvio. Nel 2018 ne è stata ipotizzata la riapertura, che guarda anche all’Università.

## Servizi igienici
La fermata disponeva di un bagno pubblico.